# 日置弘一郎
日置 弘一郎（ひおき こういちろう、1949年11月12日 - ）は、日本の経営人類学者、元京都大学教授、就実大学経営学部教授。専門は組織論・経営人類学（文化人類学の経営組織への適用を行う応用）。

## 来歴・人物
京都府生まれ。1972年京都大学経済学部卒、1977年大阪大学大学院経済学研究科中退。99年「文明の装置としての企業」で京都大学より経済学博士の学位を取得。77年茨城大学人文学部助手、1980年京都学園大学経済学部講師、1983年九州大学経済学部助教授、1992年京都大学経済学部助教授、93-96年国際日本文化研究センター助教授（併任）、99年京都大学大学院経済学研究科・経済学部教授。2003-07年国立民族学博物館教授併任、2015年定年退任、公立鳥取環境大学経営学部教授。2018年度より就実大学経営学部教授。

## 著書
- 『文明の装置としての企業』有斐閣 1994
- 『「出世」のメカニズム <ジフ構造>で読む競争社会』講談社選書メチエ 1998
- 『経営学原理』エコノミスト社 経営学体系シリーズ 2000
- 『市場の逆襲 パーソナル・コミュニケーションの復権』大修館書店 2002

### 共編著
- 『経営人類学ことはじめ 会社とサラリーマン』中牧弘允共編 東方出版 1997
- 『日本企業の「副」の研究 補佐・代行・支援…』高尾義明,森雄繁,太源有共著 白桃書房 1998
- 『社葬の経営人類学』中牧弘允共編 東方出版 1999
- 『企業博物館の経営人類学』中牧弘允共編 東方出版 2003
- 『日本型MOT 技術者教育からビジネスモデルへ』川北眞史共編著 中央経済社 2004
- 『経営戦略と組織間提携の構図』赤岡功共編著 中央経済社 2005
- 『労務管理と人的資源管理の構図』赤岡功共編著 中央経済社 2005
- 『会社文化のグローバル化 経営人類学的考察』中牧弘允共編 東方出版 2007
- 『クラスター組織の経営学』二神恭一共編著 中央経済社 2008
- 『コラボレーション組織の経営学』二神恭一共編著 中央経済社 2008
- 『会社のなかの宗教 経営人類学の視点』中牧弘允共編 東方出版 2009
- 『会社神話の経営人類学』中牧弘允共編 東方出版 2012

### 翻訳
- ジョン・ミクルスウェイト、エイドリアン・ウールドリッジ『株式会社』鈴木泰雄訳 高尾義明共監訳 ランダムハウス講談社 クロノス選書 2006

## 論文
- <日置弘一郎